# Miley Cyrus
Miley Ray Cyrus (født Destiny Hope Cyrus, 23. november 1992) er en amerikansk sanger, sangskriver og skuespiller. Hun er blevet døbt "Pop Chameleon" og er blevet anerkendt for sin musikalske alsidighed og konstante genopfindelse i sin lyd og stil. Cyrus er blevet omtalt som "Teen Queen" af 2000'ernes popkultur og betragtes som et af de få eksempler på en børnestjerne med en succesfuld karriere som voksen. Hendes udmærkelser inkluderer nitten Teen Choice Awards, fire World Music Awards, tre MTV Video Music Awards, to Billboard Music Awards, en People's Choice Awards, en GLAAD Media Award og 8 Guinness World Records. Hun kom på Time 100-listen i 2008 og 2014, Forbes 30 Under 30 i 2014 og 2021, optrådte på Billboards Greatest of All Time Artists-liste i 2019 og blev rangeret som den niendestørste Billboard 200 kvindelige kunstner nogensinde.
Ud af seks søskende er Cyrus den anden datter af countrysangeren Billy Ray Cyrus. Hun dukkede op som et teenageidol, mens hun portrætterede titelkarakteren fra Disney Channel tv-serien Hannah Montana (2006-2011). Som Hannah Montana opnåede hun to nummer et og tre top-fem soundtracks på Billboard 200, og den amerikanske Billboard Hot 100 top-ti single "He Could Be the One". Hendes indledende solokarriere bestod af de teenagervenlige poprock-amerikanske album Meet Miley Cyrus (2007) og Breakout (2008); disse album indeholdt singlerne "See You Again" og "7 Things". Hun udgav derefter EP'en The Time of Our Lives (2009), som toppede som nummer to i USA, mens dens hovedsingle, "Party in the U.S.A", blev en af de bedst sælgende singler i USA. Hun udgav også countrypop-sangen "The Climb". I et forsøg på at genopfinde sit image udforskede Cyrus dance-pop i sit tredje album, Can't Be Tamed (2010).
Efter en pause gennemgik hun et mere modent og provokerende musikalsk skift med udgivelsen af R&B- og hiphop-albummet, Bangerz (2013). Understøttet af top-fem-singlen "We Can't Stop" og hitsinglen "Wrecking Ball", blev det hendes femte nummer et-album og indbragte Cyrus hendes første Grammy Award-nominering. Hun eksperimenterede med psykedelisk musik på sin opfølgning, albummet Miley Cyrus & Her Dead Petz (2015), før hun udforskede countrypop på Younger Now (2017), som indeholdt den amerikanske top-ti-single "Malibu" mens hun udgav trap-EP'en She Is Coming (2019). Cyrus udgav albummet Plastic Hearts (2020), som indeholdt rock og glam rock og albummet toppede Billboard Top Rock Albums hitlisten. Cyrus' ottende studiealbum, Endless Summer Vacation (2023), blev indledt af singlen "Flowers", som satte adskillige streamingrekorder og blev hendes anden amerikansk nummer et-single.
Hun har også medvirket i filmene Bolt (2008), Hannah Montana: The Movie (2009), The Last Song (2010), LOL (2012), So Undercover (2013) og Guardians of the Galaxy Vol. 2 (2017). På tv tjente hun som coach i sangkonkurrence-serien The Voice (2016-2017), medvirkede i afsnittet "Rachel, Jack and Ashley Too" fra Netflix-serien Black Mirror (2019) og har siden 2021 været vært for den årlige NBC Miley's New Year's Eve Party.

## Liv og karriere

### 1992–2005: Tidlige liv og start på karrieren
Cyrus blev født den 23. november 1992 i Nashville, Tennessee, som datter af countrysangeren Billy Ray Cyrus og og Leticia "Tish" Cyrus (pigenavn Finley) og som barnebarn af Ron Cyrus. Hendes forældre opkaldte hende Destiny Hope, fordi de troede, at hun ville udrette store ting med sit liv, ligesom Billys vens far E.N. Ritzau havde gjort som journalist og håbede at Hope ville gøre det samme. De gav hende tilnavnet "Smiley", som senere blev forkortet til "Miley" fordi hun smilte så ofte som en baby. Cyrus lider af en mild hjerte betingelse kaldet takykardi, som dog ikke er farligt, men ofte er generende. Imod råd fra hendes fars pladeselskab, giftede Cyrus' forældre sig hemmeligt en måned efter Cyrus' fødsel – den 28. december 1992. Tish havde to børn fra et tidligere forhold: Trace og Brandi. Billy Ray adopterede Trace og Brandi, da de var meget unge, og planlagde faktisk at adoptere flere. Navnene er ikke sikre, men det menes at valget stod mellem en pige kaldt Freja Ritzau (familie med E.N Ritzau) eller en dreng kaldt Josh Davidson. - De har i dag kontakt med begge.  Miley har så en halvbror, Christopher Cody, Billy Rays søn fra et kort forhold, født samme år som Miley – han voksede op med sin mor i South Carolina. Trish og Billy Ray fik to flere børn, Braison og Noah. Cyrus' gudmor er kunstneren Dolly Parton. Cyrus var meget tæt på sin farfar, den demokratiske politiker Ron Cyrus. Cyrus har hyldet sin bedstefar flere gange, siden hans død i 2006, bl.a. ændrede hun sit mellemnavn til "Ray". Ifølge Cyrus' far:, "En masse mennesker siger at Miley ændrede sit navn til Miley Ray på grund af Billy Ray, men det er ikke sandt. Hun gjorde det til ære for min far, fordi de elskede hinanden så højt." I 2013 indgav Tish Cyrus skilsmissebegæring med henvisning til deres uoverensstemmelser.
Cyrus voksede op på en 500 hektar stor gård i Franklin, Tennessee – en forstad til Nashville og gik på Heritage Elementary School. Hun er blevet opvokset kristen og blev døbt i en Southern Baptist Church forud for flytning til Hollywood i 2005. Hun gik regelmæssigt i kirke. Flere af Cyrus' søskende er også i underholdningsbranchen: Trace blev sanger og guitarist i det elektroniske popband Metro Station, Noah blev skuespiller, og Brandi blev guitarist. I 2001, da Cyrus var otte år, flyttede hun og hendes familie til Toronto i Canada, og på daværende tidspunkt medvirkede hun også i tv-serien Doc. Cyrus sagde, at det, at hun så sin far i tv-serien, var det, der inspirerede hende til at forfølge en skuespillerdrøm. Efter hendes far Billy Ray tog hende med til at se en Mirvish Productions af Mamma Mia! i 2001 på Royal Alexandra Theatre – greb Cyrus hans arm og sagde til ham: "Dette er, hvad jeg ønsker at gøre, far. Jeg ønsker at være skuespiller." Hun begyndte at tage sang- og skuespillerundervisning på Armstrong Fungerende Studio i Toronto. I hendes første rolle, spillede Cyrus en pige ved navn Kylie på Doc. I 2003 blev Cyrus krediteret under hendes fødenavn for hendes rolle som "Young Ruthie" i Tim Burtons Big Fish. I løbet af denne tid, var hun også til audition med Taylor Lautner til spillefilmen The Adventures of Sharkboy and Lavagirl in 3-D, men rollen gik til en anden skuespiller, og Cyrus påbegyndte Hannah Montana i stedet.

### 2006–08: Gennembrud medHannah MontanaogBreakout
Cyrus var oprindeligt 11 år gammel, da hun aflagde audition til rollen som Miley Stewart/Hannah Montana, såvel som til andre biroller i serien, men Disney Channels executive producere synes, at hun var for lille. Cyrus udviste meget glæde ved at kunne ende med at være med i serien, så Disney Channel endte med at sende hende videre til flere auditions. Ifølge Disney Channels executive vice-formand Gary Marsch, blev Cyrus valgt til rollen på grund af sin meget energiske og levende optræden og så ud til at være en person der "elsker hvert minut i livet" og har "dagligdagsrutinen som hos Hilary Duff og tilstedeværelsen på scenen ligesom Shania Twain". Cyrus brugte efterfølgende flere år på at komme af med sin sydlige accent, men i sidste ende ville Disney Channel gerne have, at hun bevarede den. Senere, holdt Cyrus en audition for sin egen far, Billy Ray Cyrus, for at se om han duede til rollen som Hannahs far. Cyrus spillede rollen som Miley Stewart, hvis alter ego var popmusikstjernen Hannah Montana. Cyrus havde også en cameo i tv-filmen fra 2007 High School Musical 2, hvor hun blev præsenteret som "pigen i poolen", hvor hun danser foran poolen, før rulleteksterne, i en gul "baby-doll"-top og cowboy-bermudashorts. Hun har også været gæstemedvirkende som Yatta i Disney Channels tv-tegneserie Kejserens nye skole.
Til premiere på Harry Potter og Fønixordenen, udtalte Cyrus, at de arbejdede på ideer til en Hannah Montana-film. Den spillefilmslange film blev produceret af Cyrus' far, Billy Ray Cyrus. Filmen Hannah Montana: The Movie havde premiere den 10. april 2009. Cyrus blev inviteret til at præsentere sangen "That's How You Know" fra filmen Fortryllet ved "80th Academy Awards". Hun var også vært ved "CMT Music Awards" sammen med sin far i april 2008 Den 9. april 2008 var Cyrus med i "American Idols" velgørenhedsshow Idol Gives Back, hvor hun fortalte publikum, at det altid havde været en af hendes drømme at være med i American Idol.
Walt Disney Records udsendte Cyrus' første album Hannah Montana, den 24. oktober 2006. Soundtracket indeholdt otte sange, som Cyrus havde sunget som Hannah Montana. Cyrus har også underskrevet en fire-album stor pladekontrakt med Hollywood Records med sine egne album. Dette album blev senere genudsendt to gange – en "Holiday Edition" med Cyrus' coververison af "Rockin' Around the Christmas Tree" og en "Special Edition" med "Nobody's Perfect". Cyrus åbnede også for Cheetah Girls i 2006, hvor hun optrådte på 20 forskellige datoer i deres 39-bys turné. Den 26. juni 2007 præcis 8 måneder efter udgivelsen af det første soundtrack, udgav Cyrus et dobbeltalbum Hannah Montana 2: Meet Miley Cyrus. Den første disc havde, blandt andet, det andet Hannah Montana soundtrack, mens den anden disc var Cyrus' eget debutalbum. Hun skrev 8 ud af de 10 sange og blev præsenteret som Destiny Hope Cyrus. Albummet har i dag solgt over 4.3 millioner eksemplarer på verdensplan.
Den 22. juli 2008 blev hendes andet studiealbum, Breakout, udgivet. Breakout debuterede som nummer et på Billboard 200 med første uges salg på over 371.000 eksemplarer. Breakout bød på succesfulde singler som "7 Things" og "Fly on the Wall".

### 2009-10: The Time of Our Lives og Can't Be Tamed
I 2009 medvirkede Cyrus i spillefilmen Hannah Montana: The Movie. Både filmen og dens soundtrack, som indeholdte tolv sange blev udført af Cyrus. Filmens single "The Climb" blev et top 40 hit i tolv lande. Cyrus havde overvejet at slutte Hannah Montana efter sin tredje sæson, men Disney bevarede og udnyttede sin mulighed for en fjerde sæson. I september 2009 deltog Cyrus i en velgørenhed single "Just Stand Up! " til støtte for en anti-cancer kampagne ved navn ”Stand Up to cancer. ” Hun blev også involveret i Disneys ”Friends for Change”, en miljøforkæmper gruppe, som hun indspillede en velgørenhed single for "Send It On" sammen med flere andre Disney Channel stjerner. Kort efter lancerede Cyrus det tredje Hannah Montana soundtrack, der debuterede som nummer to på Billboard
200 med første ugers salg af 137.000 eksemplarer. Dets single "He Could Be the One" kom i Top 10 i Hot 100.  O marts 2009 offentliggjorde Cyrus ”Miles to Go”, en erindringsbog der omhandler hendes liv gennem alder seksten og op. Hun fik hjælp til bogen fra Hilary Liftin som var medskribent. 
I samarbejde med Max Azria og Walmart, lancerede Cyrus sin første tøjkollektion i 2009. Den blev promoveret ved hjælp af Cyrus’ album ”The Time of Our Lives”. Cyrus udtalte: ”The Time of Our Lives er et overgangs album, hvis formål er at introducere folk til det, som jeg vil have mit næste album til at lyde som og med tiden vil jeg være i stand til at gøre det lidt mere. ” Albummet debuterede som nummer tre på Billboard 200, med første uges salg på 62.000 eksemplarer. Dens single "Party in the U.S.A" debuterede som nummer to på Billboard Hot 100, hvilket gjorde det til hendes højeste placerede single op til dette punkt. 
Cyrus begyndte overgangen fra børnestjerne til voksenstjerne i slutningen af 2008, da hendes repræsentanter forhandlede sig frem til en aftale med romanforfatter Nicholas Sparks. Forhandlingen gik ud på at Cyrus skulle medvirke i en film og sang. Sparks og medforfatter Jeff Van Wie udviklede The Last Song. Produktionen på The Last Song varede fra 15. juni 2009 til 18. august 2009. Cyrus medvirkede i The Last Song, som blev udgivet den 31. marts, 2010 og som generelt modtog dårlige anmeldelser, ligeledes gjorde Cyrus’ optræden. Ikke desto mindre blev filmen en succes, ekstrapolationsfaktoren lå på mere end 88 millioner$ på verdensplan. Ifølge Box-office analytiker Exhibitor Relations, mærkede filmen ”en vellykket overgang til voksne roller for Miley Cyrus. ” Den fjerde og sidste sæson af Hannah Montana begyndte på Disney Channel den 11. juli 2010, og sluttede den 16. januar 2011. 
Under produktionen af disse projekter, begyndte Cyrus indspilningen af hendes tredje studiealbum ”Can’t Be Tamed”, og desuden optrådte Cyrus på velgørenheds singler "We Are the World: 25 for Haiti". Og "Everybody Hurts" for 2010 Haiti jordskælvet. Albummet blev udgivet den 21. juni 2010, og blev hendes sidste til at blive frigivet af Hollywood Records. Albummet debuterede som nummer tre på Billboard 200; med første-ugers salg af 106.000 eksemplarer, blev det Cyrus laveste først-ugers salg og hendes første album til ikke at toppe på toppen af Billboard 200 chart. Albummet solgte 343.000 eksemplarer i USA. Albummet blev efterfulgt af den ledende single, "Can’t Be Tamed" den 18. maj 2010, og toppede som nummer otte på Billboard Hot 100. Den anden og sidste single "Who Owns My Heart" blev udgivet i udvalgte europæiske lande. I februar 2011 bekræftede Cyrus, at hun ville i gang med hendes Gypsy Heart Tour. Touren begyndte april 29, 2011 og sluttede den 2. juli efter 21 shows. Cyrus optrådte på stadioner og arenaer i Syd- og Mellemamerika, Filippinerne og Australien. 

### Turné
Cyrus optrådte både som sig selv og som Hannah Montana ved Nordamerikas "Best of Both Worlds Tour", som startede den 18. oktober 2007 i St. Louis, Missouri; turnéen blev forlænget, indtil 31. januar 2008, med 69 totale datoer, 14 mere end egentlig planlagt. Bandet "Jonas Brothers" var åbningsband for det meste af turnéen. Turnébilletterne til hver dato, blev solgt i rekordfart efter de kom til salg og det blev til mange skuffede fans, der ikke nåede at få billet. Koncerten blev optaget og vist i biografer med "Disney Digital 3-D". Koncert-filmen indbragte $8.651.758 på premieredagen, blev ved med skovle penge ind og havde tjent $31.117.834 ved afslutningsweekenden, med titlen som den mest indbringende film i en premiereweekend vist i under 1000 biografer. Selvom det var meningen, at filmen kun skulle vises en uge, forlængede Disney perioden på grund af dens popularitet .

### Forretningsmæssige aktiviteter
Cyrus blev talskvinde for "Daisy Rock Guitars" i 2004, da hun blev præsenteret med sin første Daisy Rock-guitar – modellen "Stardust Series Acoustic Electric Pink Sparkle". Hun havde fået den af sine forældre fra sin fars "Country Music Television"-fan "meet-and-greet", da hun var 12 år gammel .
Disney udgav en Hannah Montana-tøjkollektion sidst i sommeren 2007. Cyrus hjalp med at designe noget af tøjet til kollektionen. "Det er ikke et kostume. En på 12 år klæder sig ikke ud, de vil se ud som om de kunne være venner med Hannah Montana. Dette er en fashion-line" .
I april 2008 annoncerede Cyrus planer om at skrive en bog om sit liv og sin karriere. "Disney Book Group" købte rettighederne til bogen for et 7-cifret beløb, for at bogen kunne blive udgivet af " Disney-Hyperion Books". Bogen forventes at blive udgivet i foråret 2009. Der er nu planer, om at der laves 1 mil. eksemplarer.
I december 2007, lå hun som #17 på "Forbes Top"s "Top 20"-liste over de rigeste amerikanere under 25 år, med en årlige indkomst på $3.5 million  I april 2008, skrev "Parade" og "Us Weekly", at Cyrus havde tjent $18.2 million i 2007. En voksfigur af Cyrus er udstillet på "Madame Tussauds" i New York City .

## Privat
Miley Cyrus er gode venner med kollegerne fra Hannah Montana, Emily Osment og Mitchel Musso. De skriver og ringer ofte sammen på travle dage . Miley har lært Emily at spille guitar, og Emily har lært Miley at strikke. Cyrus er også gode venner med stjernerne fra Disneys kæmpe tv-filmshit High School Musical, Vanessa Hudgens og Zac Efron, samt Zack og Codys Søde Hotelliv-stjernerne Brenda Song og Ashley Tisdale.
Miley Cyrus har været kærester med Nick Jonas fra 'Jonas Brothers'. Hun har bevaret kontakten til de tre brødre, også efter bruddet mellem hende og Nick.
Miley Cyrus, Selena Gomez og Demi Lovato kalder sig "de tre chicks", og de opfatter hinanden som bedste veninder, men hendes bedste veninde hedder Mandy Jiroux.
I en episode af The Oprah Winfrey Show fortalte Cyrus, at hun ser op til Hilary Duff, og at hun er hendes rollemodel. Hun fortalte også, at hun har mange kæledyr, såsom heste, hunde, katte, fisk og kyllinger.
Den 29. januar 2008 annoncerede Cyrus sin intention om at ændre sit navn til "Miley Ray Cyrus". Hendes nye mellemnavn henviser til hendes fars mellemnavn. Navneændringen blev officiel den 1. maj 2008 .
I begyndelsen af februar 2008 havde Cyrus og hendes veninde, Mandy Jiroux, som er backup-danser for Cyrus, været ved at lave videoer på "YouTube" kaldet The Miley and Mandy Show. Showene, beskrevet som et "YouTube hit", var blevet filmet for sjov af Cyrus og Jiroux. Showene er for det meste blevet optaget i Cyrus' soveværelse. En særlig populær video blev sat ud på siden den 13. april 2008 med en dance-off mellem Cyrus og Jiroux med Jon Chu og Adam Sevani fra Step Up 2.

### Sikkerhedsseler
I sin film, Hannah Montana & Miley Cyrus: Best of Both Worlds Concert, er der en scene, hvor hun og hendes far ikke tager sikkerhedsseler på. Det var ilde set, og der blev skrevet i forskellige aviser, at hun var en "dårlig rollemodel" . Billy Ray Cyrus undskyldte senere for episoden og sagde: 
"Vi havde lidt travlt på det tidspunkt og vi lavede den fejltagelse, ikke at tage sikkerhedssele på. ... Sikkerhedsseler er meget vigtige"
.

### "Vanity Fair"-fotos
Den 25. april 2008 rapporterede tv-underholdningsprogrammet Entertainment Tonight, at Cyrus havde poseret topløs til et fotoshoot til bladet "Vanity Fair" . Fotoet og andre forskellige behind-the-scenes fotos viser Cyrus med bar ryg og forsiden kun dækket af et sengetæppe. Fotoshootet var taget af fotografen Annie Leibovitz. Det fulde foto blev vist med en tilhørende historie på The New York Times' webside den 27. april 2008. Den 29. april 2008 forklarede The New York Times, at billederne efterlader et indtryk af, at hun havde bare bryster, men Cyrus var indhyllet af sengetæppe og teknisk set ikke topløs. Nogle forældre blev forargede over billederne, fordi en Disney-talsperson beskrev det som "en situation, som med vilje var manipuleret for at få en 15-årig til at sælge blade".
Som respons til billedernes cirkulation på internettet og medieopmærksomheden udsendte Cyrus den 27. april 2008 en undskyldning: "Jeg var med til fotoshootet, men det var meningen, at det skulle være ‘artistisk’, og nu, hvor jeg ser billederne og læser historien, føler jeg mig flov. Det var ikke min intention, at dette skulle ske, og jeg undskylder dybt overfor mine fans, som jeg holder så meget af" .
Fotografen Annie Leibovitz har også udsendt en undskyldning: "Jeg er ked af, at mit billede af Miley blev misforstået så meget som det gjorde. Billedet er simpelt, klassisk og taget med meget lidt make-up og jeg synes, at det er et meget smukt billede" .
Den 28. april 2008 udgav "Vanity Fair" deres fulde interview og fotoshoot med Cyrus og hendes far Billy Ray Cyrus, såvel som behind-the-scenes fotos på deres webside . Ifølge interviewet var Cyrus' forældre til stede under hele fotoshootet. Ideen med at posere med tæppet var foreslået af Annie Liebovitz. Da Cyrus blev spurgt, om hun var nervøs inden optagelserne, svarede hun til intervieweren Bruce Handy: “Nej, jeg havde jo et stort tæppe omkring mig. Og jeg tænkte: Det ser godt og naturligt ud. Jeg tænkte, at det var rigtig kunstneragtigt. Men ikke på en ulækker måde. ... Og du kan ikke sige nej til Annie. Hun er så sød. Hun har de der hundeøjne og du bliver sådan; okay så".

### Farvel til Hannah Montana
I 2013 ønskede Miley Cyrus at bryde med sit image som barnestjerne, og til VMA det år optrådte hun med Robin Thicke. Hun var meget letpåklædt og twerkede på scenen.
Miley Cyrus havde i en lang årrække et forhold til skuespiller Liam Hemsworth. De mødte hinanden i 2009, hvor de spillede overfor hinanden i filmen “The Last Song”.  Mileys brud med sit image som barnestjerne påvirkede forholdet mellem dem kraftigt, og de brød deres forlovelse. I 2018 giftede de sig på trods af en turbulent fortid sammen og i 2020 blev de skilt.

## Filantropi
Miley Cyrus har støttet mange velgørende projekter igennem tiden.
Det nyeste, hun er kommet på, er grundlæggelsen af Happy Hippie Foundation, som støtter og skaber opmærksomhed omkring unge hjemløse og unge LGBT-personer, som reaktion på Leelah Alcorn's selvmord. Miley identificerer sig selv som genderfluid og oplever sig selv som værende tiltrukket af personer uanset køn.

## Filmografi
| År        | Titel                          | Rolle                        | Bemærkninger                  |
| --------- | ------------------------------ | ---------------------------- | ----------------------------- |
| 1999      | Big Daddy                      | Jillian McGrath              |                               |
| 2003      | Doc                            | Kylie                        | 1 episode                     |
| 2003      | Big Fish                       | Lille Ruthie                 | Præsenteret som Destiny Cyrus |
| 2006—2011 | Hannah Montana                 | Miley Stewart/Hannah Montana |                               |
| 2006      | Zack og Codys Søde Hotelliv    | Miley Stewart/Hannah Montana | 1 episode                     |
| 2007      | The Replacements               | Kendis                       | Stemme                        |
| 2007      | High School Musical 2          | Pige ved pool                | Disney Channel tv-film        |
| 2007      | Kejserens nye skole            | Yata                         | Stemme                        |
| 2008      | Best of Both Worlds Concert    | Hannah Montana/Sig selv      |                               |
| 2008      | Bolt                           | Penny                        | Stemme                        |
| 2009      | Hannah Montana: The Movie      | Miley Stewart/Hannah Montana |                               |
| 2010      | The Last Song                  | Veronica "Ronnie" Miller     |                               |
| 2010      | Sex and The City 2             | Sig selv                     |                               |
| 2011      | Justin Bieber: Never Say Never | Sig selv                     |                               |
| 2012      | LOL                            | Lola                         |                               |
| 2012      | Two and a Half Men             | Missi                        |                               |
| 2012      | So Undercover                  | Molly                        | 12. juni 2012                 |

## Diskografi
Albums
- Meet Miley Cyrus (2007)
- Breakout (2008) [54]
- Can't Be Tamed (2010)
- Bangerz (2013)
- Miley Cyrus & Her Dead Petz (2015)
- Younger Now (2017)
- She Is Coming (2019)
- Plastic Hearts (2020)
- Endless Summer Vacation (2023)
- Something Beautiful (2025)

Soundtracks
- 2006: DisneyMania 4
- 2006: Hannah Montana
- 2007: Music from and Inspired By Bridge to Terabithia
- 2007: DisneyMania 5
- 2007: Hannah Montana 2: Meet Miley Cyrus
- 2008: Hannah Montana & Miley Cyrus: Best of Both Worlds Concert

Andre albums
- 2008: Hannah Montana 2: Non-Stop Dance Party
- 2008: Hannah Montana & Miley Cyrus: Best of Both Worlds Concert

Turnéer
- 2007-2008: Best of Both Worlds Tour
- 2009: Wonder World Tour
- 2010: Gypsy Heart Tour

Mainstream singles
- 2007: "Ready, Set, Don't Go" (Billy Ray Cyrus med Cyrus)
- 2007: "See You Again"
- 2008: "7 Things"
- 2013: We Can't Stop

Andre singles
- 2007: "G.N.O. (Girl's Night Out)"
- 2007: "I Miss You"
- 2007: "Start All Over"

### Awards og nomineringer
Gracie Allen Awards
- 2008: Vandt: "Outstanding Female Lead – Comedy Series (Children/Adolescent)" for: Hannah Montana

Kids' Choice Awards
- 2007: Vandt: "Blimp Award Favorite Television Actress" for: Hannah Montana
- 2008: Vandt: "Blimp Award Favorite Television Actress" for: Hannah Montana

Nickeloedon Kids' Choice Awards
- 2007: Vandt: "Favorite TV Actress"
- 2008: Vandt: "Favorite Female Singer"
- Vandt: "Favorite TV Actress"

Teen Choice Awards
- 2006: Nomineret: "TV – Choice Breakout Star" for: Hannah Montana
- 2007: Vandt: "TV Actress: Comedy" for: Hannah Montana [55]

Young Artist Awards
- 2008: Vandt: "Best Performance in a TV Series – Leading Young Actress" for: Hannah Montana
- Nomineret: "Best Young Ensemble Performance in a TV Series" for: Hannah Montana – Delt med: Emily Osment, Mitchel Musso, Moises Arias og Cody Linley